# Lappula zapateri
Lappula zapateri är en strävbladig växtart som först beskrevs av Carlos Pau, och fick sitt nu gällande namn av O. de Bolos och J. Vigo. Lappula zapateri ingår i släktet piggfrön, och familjen strävbladiga växter. Inga underarter finns listade i Catalogue of Life.